# Jaroslav Krejčí mladší
Jaroslav Krejčí ml. (13. února 1916 Polešovice – 16. února 2014 Lancaster) byl český politik, právník, ekonom a sociolog, odborník na srovnávací dějiny civilizací.

## Život

### Mládí
Jaroslav Krejčí se narodil v Polešovicích u Uherského Hradiště jako syn pozdějšího protektorátního premiéra Jaroslava Krejčího a jeho manželky Zdenky rodem Dudové ze Zákolan. Vystudoval Právnickou fakultu UK v Praze a poté se profesně zabýval ekonomickými vědami se zaměřením na makroekonomii.

### Politika
Od roku 1936 byl činný v sociální demokracii a za druhé světové války se aktivně účastnil domácího odboje, za což dostal vojenské vyznamenání.[kdy?][zdroj?]
Po válce působil ve Státním úřadu plánovacím, kde v roce 1947 vytvořil sociálně demokratickou oponenturu prvního komunistického návrhu pětiletého hospodářského plánu.

### Akademická činnost
V období let 1946–1951 přednášel na Vysoké škole politické a sociální, kde v roce 1947 získal docenturu. Mezi lety 1949 a 1952 přednášel na Vysoké škole obchodní v Praze (dnešní VŠE).
Pracoval ve Státní bance československé. Po únoru 1948 odmítl jako člen ČSSD vstoupit do KSČ. Ve vědecké práci pokračoval v Národohospodářském ústavu Hlávkovy nadace. V roce 1954 byl s dalšími pracovníky ústavu zatčen a za údajnou velezradu odsouzen na 10 let. V květnu 1960 byl na základě amnestie propuštěn; pracoval v různých profesích.

### Exil
V srpnu 1968 emigroval s manželkou do Velké Británie. Od roku 1969 přednášel integrovanou vědu (kombinace sociologie, ekonomie, historie, práva a politologie) na univerzitě v Lancasteru, kde byl roku 1976 jmenován profesorem. Nadále se věnoval makrosociologickému výkladu dějin a civilizací.
V exilu byl činný i politicky jako člen Československé sociální demokracie v exilu, od roku 1976 byl členem jejího představenstva a v období 1989–1995 jejím místopředsedou.

### Polistopadové období
Od roku 1990 přednášel opět v Československu (na Karlově univerzitě, na Univerzitě Palackého v Olomouci a Diplomatické akademii). O čtyři roky později se stal čestným ředitelem Střediska pro výzkum sociálně kulturní plurality Filozofického ústavu Akademie věd ČR a čestným předsedou Správní rady Národohospodářského ústavu Josefa Hlávky. Od roku 1995 byl členem Učené společnosti ČR.
V roce 1990 a 1993 byl zvolen členem Ústředního výkonného výboru obnovené sociální demokracie. Dne 28. října 1998 mu byla udělena prezidentem republiky Václavem Havlem Medaile Za zásluhy I. stupně.

## Dílo

### Civilizacionistika
Při hledání identifikačních znaků civilizací dospěl Krejčí k názoru, že „nejvhodnější kritérium může být široce sdílený postoj ke smyslu života a smrti“, který nazývá paradigmatem lidského údělu. Ve své práci Lidský úděl a jeho proměnlivá tvář jmenuje pět takových paradigmat, v pozdější práci Postižitelné proudy dějin k nim přidává šesté paradigma předkolumbovské Ameriky. U všech paradigmat jde o to, jak si lidé představují vztah duše a těla a zda je duše samostatná entita, která nějak přežívá či vstupuje do dalších životů, především však o to, jakou cestou se lidé vydávají k překonání těžkostí vyplývajících z jejich postoje k životu a smrti.
- Teocentrické paradigma – v němž je člověk stvořen pro Bohy, proti jejichž úradku je bezmocný, po smrti sestupuje do temného podsvětí, v němž se není na co těšit. Toto soustředění na Boha je podle Krejčího typické pro Mezopotámii, jeho vrcholným vyjádřením je Epos o Gilgamešovi.
- Tanatocentrické paradigma – výrazně viditelné ve starém Egyptě, je zaměřené na smrt, která, pokud není řádně zpracována, ruší představu neměnnosti světa vzniklého vyslovením božské myšlenky. Posmrtný život se v tomto paradigmatu stává centrem zájmu života předsmrtného.
- Antropocentrické paradigma – typicky je vidět v klasickém Řecku, přetrvává na Západě. Toto paradigma znamená soustředění na člověka a jeho sebeuplatnění v tomto světě, nevylučuje existenci bohů, ti jsou však s člověkem vždy v jisté symbióze.
- Psychocentrické paradigma – objevuje se v Indii, vyznačuje se cyklickým žitím, v němž smrt je pouhou transformací. Toto paradigma se namísto na život či na smrt soustředí na samotnou duši, její proměny a stav.
- Kratocentrické paradigma – v Číně, vládne v něm nebeský řád reprezentovaný Synem nebes, císařem, kolem něhož se vše točilo. K tomu pak Krejčí připojuje také kratocentrické, avšak v mnohem despotičtější a dnes již neexistující paradigma předkolumbovské Ameriky. V něm je centrem syn Slunce panující nejen nad všemi lidmi, ale vůbec nade vším. Toto paradigma nazývá Krejčí kosmocentrickým.

Rozdílná paradigmata se střetávají a navzájem nejsou slučitelná, běží v nich totiž o základní otázky lidské existence: „proč jsem zde, jaký má můj život smysl, jaké mám vyhlídky a jak se mohu nejlépe vyrovnat s jistotou, že zemřu?“ Paradigmata obecně procházejí vývojem, šířením či mutací cestou renesance. Ve všech je pak centrálním problémem modernizace a způsob, jak modernu spojit s tradicí.